# Rio Ercea
O Rio Ercea é um rio da Romênia, afluente do Şar, localizado no distrito de Mureş.